# Phytomyza ignota
Phytomyza ignota är en tvåvingeart som beskrevs av Pakalniskis 1994. Phytomyza ignota ingår i släktet Phytomyza och familjen minerarflugor.
Artens utbredningsområde är Litauen. Inga underarter finns listade i Catalogue of Life.